# KS Dekorglass Działdowo
KS Dekorglass Działdowo – działdowski męski klub sportowy tenisa stołowego, powstały w roku 2003. Do pierwszego składu drużyny, który rozpoczął rozgrywki w III lidze tenisa stołowego, należeli: Marcin Chojak, Gabriel Chojak (właściciel firmy Dekorglass, głównego sponsora drużyny, jednocześnie pomysłodawcy powołania drużyny), Witold Kosewski, Robert Romulewicz, Sławomir Ostrowski, Ferdynand Chojnowski.

## Historia
W sezonie 2003/2004 drużyna zajęła drugie miejsce i występowała w meczach barażowych o awans do II ligi, ale bez skutku miało to miejsce rok później, po turnieju barażowym rozegranym w Działdowie, 15 maja 2005. W zwycięskim składzie działdowskiej drużyny grali : Sławomir Ostrowski, Zdzisław Paliwoda, Witold Kosewski, Ferdynand Chojnowski, Robert Romulewicz.
Przez następne lata następuje proces krystalizacji drużyny, zdobywanie doświadczeń z zespołami o dużej tradycji. Na szczeblu II ligi nasza drużyna występowała przez cztery sezony, aż wreszcie uzyskała awans do I ligi.

## Kadra[3][4]
W sezonie 2005/2006 drużynę reprezentowali: Witold Kosewski, Robert Romulewicz, Sławomir Ostrowski, Ferdynand Chojnowski, Zdzisław Paliwoda, Zenon Kastrau. Drużyna zakończyła sezon na 11 pozycji, na 14 drużyn w lidze.
W sezonie 2006/2007 drużynę reprezentowali: Witold Kosewski, Sławomir Ostrowski, Zdzisław Paliwoda, Zenon Kastrau, Przemysław Hatała. Drużyna zakończyła sezon na 7 pozycji, na 14 drużyn w lidze.
W sezonie 2007/2008 drużynę reprezentowali: Jan Surwiło, Przemysław Hatała, Witold Kosewski, Robert Romulewicz, Sławomir Ostrowski, Ferdynand Chojnowski, Zdzisław Paliwoda.
W sezonie 2008/2009 drużynę reprezentowali: Jan Surwiło, Przemysław Hatała, Piotr Kołaciński, Artur Baranowski.
W sezonie 2009/2010 drużynę reprezentowali: Jan Surwiło, Przemysław Hatała, Piotr Kołaciński, Artur Baranowski, Tomasz Sposób.
W sezonie 2010/2011 drużynę reprezentowali: Tomasz Sposób, Artur Baranowski, Piotr Kolaciński, Jan Surwiło.
W sezonie 2011/2012 drużynę reprezentowali: Artur Daniel, Andrzej Makowski, Piotr Kołaciński, Artur Baranowski, Tomasz Sposób.
W sezonie 2012/2013 drużynę reprezentowali: Artur Daniel, Szymon Malicki, Piotr Kołaciński, Tomasz Sposób, Wenliang Xu.
W sezonie 2013/2014 drużynę reprezentowali: Szymon Malicki, Piotr Kołaciński, Jiri Vrablik, Wenliang Xu.
W sezonie 2014/2015 drużynę reprezentowali: Patryk Chojnowski, Jiri Vrablik, Wenliang Xu.
W sezonie 2015/2016 drużynę reprezentowali: Wenliang Xu, Jiri Vrablik, Patryk Chojnowski, Tang Peng.
W sezonie 2016/2017 drużynę reprezentowali: Piotr Kołaciński, Jiri Vrablik, Wenliang Xu, Patryk Chojnowski, Kenji Matsudaira.
W sezonie 2017/2018 drużynę reprezentowali: Wang Yang, Paweł Fertikowski, Kenta Matsudaira, Jiri Vrablik, Chun Ting Wong, Wenliang Xu, Zhang Chao, trener drużyny Piotr Kołaciński.
W sezonie 2018/2019 drużynę reprezentowali: Wang Yang, Shang Kun, Jiri Vrablik, Paweł Fertikowski, Taku Takakiwa, Wong Chun Ting, Wenliang Xu, Kamil Kurowski, Kenta Matsudaira.
W sezonie 2019/2020 drużynę reprezentowali: Patryk Chojnowski, Wang Yang, Wei Shihao, Jiri Vrablik, Taku Takakiwa, Paweł Fertikowski, Wenliang Xu, Kamil Kurowski.
W sezonie 2020/2021 drużynę reprezentowali: Jakub Dyjas, Andrej Gacina, Jiri Vrablik, Patryk Lewandowski, Patryk Bielecki.
W sezonie 2021/2022 drużynę reprezentowali: Taimu Arinobu, Kazuhiro Yoshimura, Patryk Chojnowski, Jakub Dyjas, Kamil Kurowski, Patryk Lewandowski, Liao Cheng-Ting, Jakub Miszkurka, Truls Moregard, Wenliang Xu.
W sezonie 2022/2023 drużynę reprezentowali: Jakub Dyjas, Kaii Konishi, Patryk Lewandowski, Jonathan Groth, Wenliang Xu.
W sezonie 2023/2024 drużynę reprezentowali: Jakub Dyjas, Jonathan Groth, Kaii Konishi, Patryk Lewandowski, Wenliang Xu, Kamil Kurowski, Mateusz Sakowicz.
W sezonie 2024/2025 drużynę reprezentowali: Jakub Dyjas, Jonathan Groth, Samuel Kulczycki, Patryk Lewandowski, Mateusz Sakowicz.

## Trenerzy
Piotr Kołaciński, Jiri Vrablik, Michał Dziubański - to trenerzy pierwszego zespołu. Ponadto w klubie zajęcia prowadzą: Wenliang Xu, Wenwen Liu, Witold Kosewski, Kamila Kulina, Kamil Kurowski.

## Największe osiągnięcia drużyny[2]
- Rok 2005 – awans do II ligi.
- Rok 2009 – awans do I ligi.
- Rok 2010 – drugie miejsce w rozgrywkach I ligi.
- Rok 2013 – drugie miejsce w finale Pucharu Polski.
- Rok 2013 – awans do superligi.
- Rok 2014 – piąte miejsce w rozgrywkach superligi.
- Rok 2015 – czwarte miejsce w rozgrywkach superligi i zdobycie brązowego medalu.
- Rok 2016 – wicemistrzostwo kraju w rozgrywkach superligi i zdobycie srebrnego medalu.
- Rok 2017 – drugie miejsce w tabeli rozgrywek po sezonie zasadniczym i wywalczenie brązowego  medalu.
- Rok 2018 – drugie miejsce w tabeli po sezonie zasadniczym i zdobycie brązowego medalu.
- Rok 2018 – zdobycie Pucharu Europy ETTU. Dekorglass grał w składzie: Chun Ting Wong, Jiri Vrablik, Wang Yang, Paweł Fertikowski. Rywalem Dekorglassu była francuska drużyna Chartre. Dekorglass wygrał zarówno na własnym terenie, jak i we Francji po 3:1.
- Rok 2019 - wicemistrzostwo kraju w rozgrywkach superligi i zdobycie srebrnego medalu
- Rok 2020 - trzecie miejsce w rozgrywkach superligi i zdobycie brązowego medalu.
- Rok 2021 - mistrzostwo kraju w rozgrywkach superligi i zdobycie złotego medalu. Dekorglass w meczu finałowym pokonał Bogorię Grodzisk Mazowiecki 3:1 i grał w składzie: Jakub Dyjas, Jiri Vrablki, Andrej Gacina. Dwa pojedynki wygrał Dyjas i jeden Vrablik.
- Rok 2022 - trzecie miejsce w rozgrywkach superligi i zdobycie brązowego medalu.
- Rok 2023 - drugie miejsce w rozgrywkach i zdobycie srebrnego medalu. W meczu finałowym w Poznaniu Bogoria wygrała z Dekorglassem 3:0.Dekorglass grał w składzie: Jonathan Groth, Kaii Konishi, Jakub Dyjas.
- Rok 2024 - Wielkim sukcesem zakończyły się rozgrywki w Pucharze Europy. W finale spotkały się, po raz pierwszy w historii, dwa polskie zespoły, Bogoria Grodzisk Mazowiecki i Dekorglass Działdowo. W pierwszym meczu w Grodzisku wygrał Dekorglass 3:0, w meczu rewanżowym w Działdowie wygrał także Dekorglass 3:0 i po sześciu latach Puchar Europy ponownie został w Działdowie. Dekorglass dostał się także do finału rozgrywek polskiej superligi i zagrał z Bogorią Grodzisk Mazowiecki. Mecz rozegrano w miejscowości Szeligi gmina Ożarów Mazowiecki. Mecz finałowy wygrała Bogoria Grodzisk Mazowiecki 3:2. Punkty dla Dekorglassu w tym meczu zdobyli: Jonathan Groth i Kaii Konishi. Przegrał swój pojedynek Jakub Dyjas i drugi pojedynek w tym meczu Jonathan Grot. Decydująca walka rozegrana została w grze deblowej, Kaii Konishi i Jakub Dyjas ulegli parze Miłosz Redzimski/Jin Takuya.
- Rok 2025 - zdobycie Drużynowego Pucharu Polski[5]. W rozgrywkach Ligi Mistrzów Dekorglass odpadł w ćwierćfinale z drużyną Global Pharma Orlicz 1924 Suchedniów[6], wcześniej w 1/8 eliminując niemiecki Post Mühlhausen[7]. Wywalczenie mistrzostwa Polski[8].

## Ciekawostki o drużynie
Po każdym zwycięskim pojedynku zawodnik uderza w bęben. Wszystkie mecze odbywają się w hali sportowej przy Szkole Podstawowej nr 1 w Działdowie.